# Xanthirinopsis
Xanthirinopsis là một chi bướm đêm thuộc họ Noctuidae.